# Records des Bermudes d'athlétisme

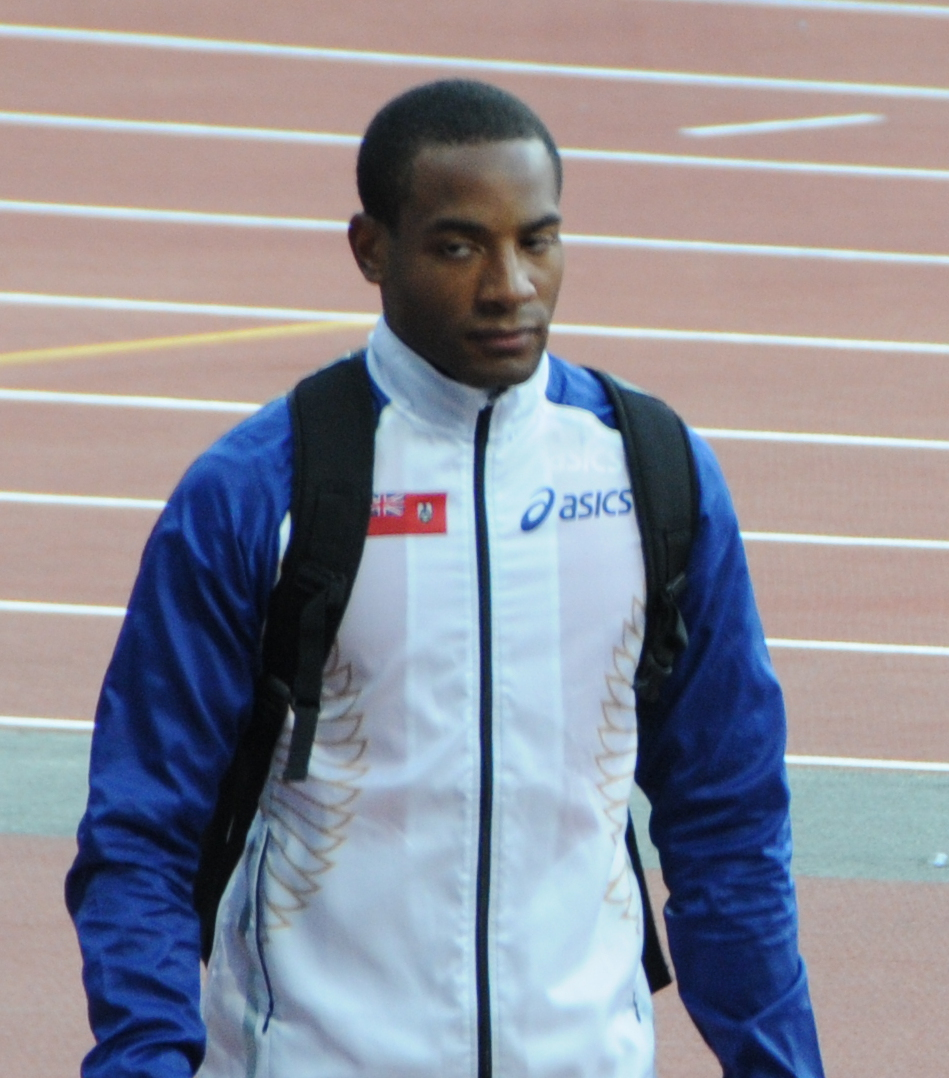
Tyrone Smith.

Les records des Bermudes d'athlétisme sont les meilleures performances réalisées par des athlètes bermudiens et homologuées par la Fédération bermudienne d'athlétisme (BNAA).

## Plein air

### Hommes
| Épreuve              | Record | Athlète                                                                 | Date             | Compétition                           | Lieu         | Réf.   |
| -------------------- | --- | ----------------------------------------------------------------------- | ---------------- | ------------------------------------- | ------------ | ------ |
| 100 m                | 10 s 27 (+0,4 m/s) | De-Von Bean                                                             | 11 mai 1996      |                                       | Glendora     |        |
| 200 m                | 20 s 30 (+1,2 m/s) | Troy Douglas                                                            | 22 août 1997     | Mémorial Van Damme                    | Bruxelles    |        |
| 400 m                | 45 s 26 | Troy Douglas                                                            | 27 juillet 1996  | Jeux olympiques                       | Atlanta      |        |
| 800 m                | 1 min 46 s 26 | Aaron Evans                                                             | 28 mai 2010      | NCAA East Preliminary Round           | Greensboro   | [ 1 ]  |
| 1 500 m              | 3 min 41 s 24 | Dage Minors                                                             | 23 juillet 2022  | BMC Grand Prix                        | Manchester   | [ 2 ]  |
| 3 000 m              | 8 min 5 s 88 | Lamont Marshall                                                         | 20 mai 2017      | Jamaica International Invitational    | Kingston     | [ 3 ]  |
| 5 000 m              | 14 min 23 s 35 | Lamont Marshall                                                         | 24 mars 2017     | Raleigh Relays                        | Raleigh      | [ 4 ]  |
| 10 000 m             | 30 min 08 s 21 | Lamont Marshall                                                         | 19 avril 2018    | Mt. SAC Relays                        | Torrance     | [ 5 ]  |
| Semi-marathon        | 1 h 08 min 17 s | Kavin Smith                                                             | 7 octobre 2001   | Championnats du monde                 | Bristol      |        |
| Marathon             | 2 h 21 min 47 s | Tyler Butterfield                                                       | 10 mars 2019     | Marathon du lac Biwa                  | Otsu         | [ 6 ]  |
| 110 m haies          | 14 s 56 (+1,6 m/s) | Tristan Joynes                                                          | 13 avril 2013    | McNeese SpringTime Classic            | Lake Charles | [ 7 ]  |
| 400 m haies          | 53 s 03 | Clarence Saunders                                                       | 24 juin 1994     | New England Championships             | Dedham       | [ 8 ]  |
| 3 000 m steeple      | 8 min 49 s 71 | Lamont Marshall                                                         | 10 juin 2017     | Music Distance Festival               | Nashville    | [ 9 ]  |
| Saut en hauteur      | 2,36 m | Clarence Saunders                                                       | 1er février 1990 | Jeux du Commonwealth                  | Auckland     |        |
| Saut à la perche     | 3,86 m | Brooke Onley                                                            | 15 mai 1987      |                                       | Tuscaloosa   |        |
| Saut en longueur     | 8,34 m (+2,0 m/s) | Tyrone Smith                                                            | 5 mai 2017       | Tom Tellez Invitational               | Houston      | [ 10 ] |
| Triple saut          | 17,62 m A (+0,1 m/s) | Brian Wellman                                                           | 15 avril 1995    |                                       | El Paso      |        |
| Lancer du poids      | 14,18 m | Charles Trott                                                           | 22 juin 1962     |                                       | Hamilton     |        |
| Lancer du disque     | 45,14 m | Dilton Woodley                                                          | 25 mars 1979     |                                       | Hamilton     |        |
| Lancer du marteau    | 51,94 m | Gabriel Wilkinson                                                       | 10 juillet 2005  | Champ. d'Am. centrale et des Caraïbes | Nassau       | [ 11 ] |
| Lancer du javelot    | 62,12 m | Brooke Onley                                                            | 15 mai 1987      |                                       | Tuscaloosa   |        |
| Décathlon            | 6 909 pts | Brooke Onley                                                            | 15 mai 1987      |                                       | Tuscaloosa   |        |
| Décathlon            | 11 s 24 (100 m), 6,41 m (longueur), 12,68 m (poids), 1,85 m (hauteur), 51 s 30 (400 m) / 15 s 77 (110 m haies), 35,68 m (disque), 3,86 m (perche), 62,12 m (javelot), 4 min 42 s 44 (1 500 m) |                                                                         |                  |                                       |              |        |
| 20 km marche (route) | |                                                                         |                  |                                       |              |        |
| 50 km marche (route) | |                                                                         |                  |                                       |              |        |
| 4 × 100 m            | 39 s 75 | Équipe nationale Michael Sharpe Dennis Trott Calvin Dill Gregory Simons | 27 juin 1976     |                                       | Montréal     |        |
| 4 × 400 m            | 3 min 11 s 30 | Équipe nationale Troy Douglas Gerald Bean Williams Trott Devoe Whaley   | 16 août 1987     | Jeux panaméricains                    | Indianapolis |        |

### Femmes
| Épreuve              | Record | Athlète                                                                    | Date            | Compétition                           | Lieu           | Réf.   |
| -------------------- | --- | -------------------------------------------------------------------------- | --------------- | ------------------------------------- | -------------- | ------ |
| 100 m                | 11 s 46 | Debbie Jones                                                               | 15 avril 1977   |                                       | Knoxville      |        |
| 200 m                | 23 s 05 | Debbie Jones                                                               | 10 juin 1977    |                                       | Los Angeles    |        |
| 400 m                | 51 s 84 | Caitlyn Bobb                                                               | 9 juin 2022     | Championnats NCAA                     | Eugene         | [ 12 ] |
| 800 m                | 2 min 04 s 40 | Tamika Williams                                                            | 30 avril 2004   |                                       | Palo Alto      | [ 13 ] |
| 1 500 m              | 4 min 10 s 48 | Ashley Couper                                                              | 21 mars 2006    | Jeux du Commonwealth                  | Melbourne      | [ 14 ] |
| 3 000 m              | 9 min 48 s 65 | Merernette Bean                                                            | 12 juillet 1981 | Champ. d'Am. centrale et des Caraïbes | Saint-Domingue |        |
| 5 000 m              | 16 min 40 s 31 | Ashley Estwanik                                                            | 15 juin 2012    | Championnats des Bermudes             | Devonshire     | [ 15 ] |
| 10 000 m             | 38 min 47 s 61 | Ashley Estwanik                                                            | 15 juillet 2013 | Jeux des Îles                         | Devonshire     | ,      |
| Marathon             | 2 h 54 min 18 s | Deborah Butterfield                                                        | 14 janvier 1990 |                                       | Hamilton       |        |
| 100 m haies          | 14 s 27 A (+0,3 m/s) | Shianne Smith                                                              | 5 juillet 2013  | Champ. d'Am. centrale et des Caraïbes | Morelia        | ,      |
| 400 m haies          | 59 s 03 | Shianne Smith                                                              | 10 juin 2016    |                                       | Colmar         | ,      |
| 3 000 m steeple      | 10 min 27 s 50 | Ashley Berry                                                               | 16 mai 2014     | Georgia Tech Invitational             | Atlanta        | [ 23 ] |
| Saut en hauteur      | 1,84 m | Sakari Famous                                                              | 28 mai 2022     | NCAA Est                              | Bloomington    | [ 24 ] |
| Saut à la perche     | |                                                                            |                 |                                       |                |        |
| Saut en longueur     | 6,50 m (+2,0 m/s) | Arantxa King                                                               | 31 mars 2012    | Texas Relays                          | Austin         | ,      |
| Triple saut          | 13,08 m (+1,4 m/s) | Jasmine Brunson                                                            | 24 mars 2012    | UCF Invitational                      | Orlando        | [ 27 ] |
| Lancer du poids      | 14,30 m | Tiara DeRosa                                                               | 30 mars 2019    | Southern Miss Invitational            | Hattiesburg    | [ 28 ] |
| Lancer du disque     | 48,91 m | Tiara DeRosa                                                               | 26 avril 2018   | Penn Relays                           | Philadelphie   | [ 29 ] |
| Lancer du marteau    | |                                                                            |                 |                                       |                |        |
| Lancer du javelot    | 40,39 m | Shianne Smith                                                              | 18 octobre 2014 | 2e Meeting Combi Sud                  | Colomiers      | [ 30 ] |
| Heptathlon           | 5 400 pts | Shianne Smith                                                              | 2-3 mai 2015    |                                       | Aubagne        | [ 31 ] |
| Heptathlon           | 14 s 42 (+0,5 m/s) (100 m haies), 1,54 m (hauteur), 11,12 m (poids), 24 s 94 (+1,2 m/s) (200 m) / 5,81 m (+1,6 m/s) (longueur), 37,89 m (javelot), 2 min 14 s 50 (800 m) |                                                                            |                 |                                       |                |        |
| 20 km marche (route) | |                                                                            |                 |                                       |                |        |
| 4 × 100 m            | 45 s 6 | Équipe nationale Andrea Trott Bernadette Wilson Donna Burgess Debbie Jones | 23 avril 1976   | Penn Relays                           | Philadelphie   |        |
| 4 × 400 m            | 3 min 47 s 5 | Équipe nationale Bernadette Wilson Donna Bean Vivian Richards Debbie Jones | 24 avril 1976   | Penn Relays                           | Philadelphie   |        |